# Iron Man (Marvel Comics)
 Ovo je glavno značenje pojma Iron Man (Marvel Comics). Za ostale pojmove sličnog naziva pogledajte Iron Man.
Iron Man je izmišljeni lik, superjunak koji se pojavljuje u stripovima izdavačke kuće Marvel Comics. Stvorio ga je pisac i izdavač Stan Lee, a razvili su ga scenarist Larry Lieber te crtači Jack Kirby i Don Heck. Prvi put se pojavio u stripu Tales of Suspense #39 u ožujku 1963. godine.
Milijarder, "playboy", industrijalist i genijalni inženjer, Tony Stark doživljava tešku ozljedu prsa tijekom otmice u kojoj njegovi otmičari zahtijevaju da izgradi oružje za masovno uništenje. Umjesto toga gradi energetsko oklopno odijelo kojim bježi iz zarobljeništva i spašava svoj život. Kasnije koristi to odijelo kako bi štitio svijet kao Iron Man. Pomoću svoje kompanije Stark Industries, Tony stvara vojna oružja koja integrira u svoje odijelo kako bi se borio protiv kriminala. U početku je tvorac Stan Lee koristio Iron Mana kako bi istražio temu hladnog rata, posebno ulogu američke tehnologije i industrije u borbi protiv komunizma. No, s vremenom je Iron Man, iz teme hladnog rata, prešao u suvremene probleme kao što su terorizam i korporacijski kriminal.
Kroz većinu izdanja u kojima se pojavljivao, Iron Man je bio član superherojskog tima Osvetnici te je imao glavnu ulogu u nekoliko verzija svojih strip serijala. Također je njegov lik bio adaptiran u nekoliko filmova i TV serija. 2008. izašao je film Iron Man u kojem ga je glumio Robert Downey Jr. Kritike na film su bile pozitivne te je on postao prvi u franšizi Marvel Cinematic Universe. Downey je ponovio ulogu Starka u cameo ulozi u filmu Nevjerojatni Hulk da bi ponovno bio glavni junak u filmu Iron Man 2 2010. te jedan od glavnih likova u filmu Osvetnici 2012. godine. Iron Man 3 je izašao u svibnju 2013. godine a Downey je ulogu ponovio u filmu Osvetnici 2: Vladavina Ultrona. Iron Man je na dvanaestom mjestu IGN-ove ljestvice 100 najboljih strip junaka 2011. godine. 